# Dragoman (Bułgaria)
Dragoman (bułg. Драгоман) – miasto w zachodniej Bułgarii, w obwodzie sofijskim. Centrum administracyjne gminy Dragoman.
Miasto położone w Bałkanach, obok masywu Czepyn.
Dragoman znajduje się 36 km od Sofii i 15 km od granicy z Serbią.
W mieście działa klub piłkarski FK Dragoman.